# Bodenseebibliothek
Die Bodenseebibliothek in Friedrichshafen ist eine Spezialbibliothek, die ihre Hauptaufgabe darin sieht, zur Förderung der historischen und naturwissenschaftlichen Erforschung des Bodensees und seiner Umgebung beizutragen. Sie wurde 1868 vom „Verein für Geschichte des Bodensees und seiner Umgebung“ gegründet. 1971 übergab der Verein der Stadt Friedrichshafen die Bibliothek als Dauerleihgabe.
Das Sammelgebiet umfasst das nördliche Bodenseeufer mit Oberschwaben, das Land Vorarlberg, die Kantone St. Gallen, Thurgau, Appenzell und Schaffhausen sowie das Fürstentum Liechtenstein.
Der Bibliotheksbestand umfasste 2013 etwa 36.000 Medien.